# 1012
Évszázadok: 10. század – 11. század – 12. század
Évtizedek: 960-as évek – 970-es évek – 980-as évek – 990-es évek – 1000-es évek – 1010-es évek – 1020-as évek – 1030-as évek – 1040-es évek – 1050-es évek – 1060-as évek
Évek: 1007 – 1008 – 1009 – 1010 –  1011 – 1012 – 1013 – 1014 – 1015 – 1016 – 1017

## Események
- Mael Morda fellázad Brian Boru ellen Írországban.
- május 21. – VIII. Benedek pápa megválasztása.[1]
- december – A pápaválasztás másik jelöltje, VI. Gergely ellenpápa megpróbálja elismertetni pápaságát II. Henrik német-római császárral, de a császár VIII. Benedeket ismeri el.[2]
- al-Hákim egyiptomi kalifa parancsot ad minden zsidó és keresztény szent hely lerombolására.
- Bahá ad-Daula halálát követően Szultán nevű fia örökli Fárszot és Irakot, Kermánt pedig Kavám nevű fivére kapja meg

## Születések
- IX. Benedek pápa (valószínű időpont).
- Marpa, a tibeti szent szövegek fordítója († 1097).

## Halálozások
- május 12. – IV. Szergiusz pápa[1]
- december 22. – Bahá ad-Daula iraki, fárszi és kermáni emír